# Seiche encrier
Ascarosepion tullbergi
Espèce
La seiche encrier (Ascarosepion tullbergi) est une espèce de mollusques céphalopodes marins qui vit dans les mers entre le Japon et Hong Kong.